# أيان للاستثمار
أيان للاستثمار (سابقاً: شركة الأحساء للتنمية) هي شركة مساهمة سعودية، تأسست في الخامس عشر من نوفمبر 1993، تنشط الشركة في إقامة المشروعات الصناعية وتملك العقارات والأراضي وإستثمارها، وإقامة مخازن التبريد وأساطيل النقل ومحطات الوقودوأعمال الصيانة، وإدارة وتشغيل المدن الصناعية والتجارية والسكنية. يبلغ راس مالها (806,3) مليون ريال سعودي.

## التاريخ
أسست بتاريخ 01-06-1414هـ الموافق 14-11-1993م برأسمال (300,000,000) ثلاثمائة مليون ريال سعودي مقسم إلى (3,000,000) ثلاثة ملايين سهم بقيمة اسمية 100 ريال
في يوم الخميس 04-11-1441هـ الموافق 25-06-2020م أقرت الموافقة على تغيير الاسم القانوني والتجاري المتداول للشركة من «شركة الأحساء للتنمية» إلى شركة «أيان للإستثمار»، ونقل المقر الرئيسي للشركة من مدينة الهفوف إلى مدينة الخبر.
في مارس 2024 أعلنت دله الصحية عن إبرامها اتفاقية استحواذ واكتتاب مع شركة أيان للاستثمار للاستحواذ على أسهم شركة أيان في شركة الأحساء للخدمات الطبية وشركة السلام للخدمات الطبية، عن طريق زيادة رأس مال شركة دله من خلال إصدار أسهم جديدة لشركة أيان للاستثمار، حيث ستستحوذ شركة دله على (97.41٪) من رأس مال شركة الأحساء للخدمات الطبية، وعلى (100%) من رأس مال شركة السلام للخدمات الطبية.

## النشاط
الاستثمار في المشاريع التنموية (الصناعية والخدمية) سواء بتطويرها وتشغيلها أو المساهمة مع شركات أخرى محلية أو عالمية وذلك كما يلي:
1. القيام بدور فعال في تعزيز التنمية الصناعية
2. تشجيع بدائل الإستيراد والتسويق العالمي للمنتجات
3. إقامة صناعات جديدة اعتماداَ على التقنية الحديثة بالامتلاك أو التعاون مع شركات عالمية
4. تنمية موجودات الشركة بإقامة المشاريع وتحقيق عوائد مجزية على الإستثمار
5. تنمية الكوادر الوطنية وتدريبها لتتولى المسؤولية
6. تقديم خدمات المساندة والإستشارات للمصانع والشركات التي تؤسسها الشركة

## شركات تابعة
شركات تابعة أو تساهم فيها شركة أيان للاستثمار:
| اسم الشركة التابعة             | نسبة الملكية | النشاط الرئيسي                                                                                           | مكان العمليات | مكان التأسيس             |
| ------------------------------ | ------------ | --- | ------------- | ------------------------ |
| شركة الأحساء للصناعات الغذائية | 100.00%      | إنتاج التمور ومشتقاتها التحويلية وإنشاء مخازن التبريد وتأجيرها وتجارة الجملة والتجزئة في المواد الغذائية | المبرز        | المملكة العربية السعودية |

## البيانات
| تاريخ التأسيس | تاريخ الادراج | الرمز الدولي | نهاية السنة المالية | مراجعي الحسابات                                             |
| ------------- | ------------- | ------------ | ------------------- | ----------------------------------------------------------- |
| 14-11-1993    | /             | SA0007879261 | 31/12               | العظم والسديري وال الشيخ وشركاؤهم محاسبون ومراجعون قانونيون |

## ملف الأسهم
| رأس المال المصرح به (ريال سعودي) | عدد الأسهم المصدرة | رأس المال المدفوع (ريال سعودي) | القيمة الاسمية للسهم | القيمة المدفوعة للسهم |
| -------------------------------- | ------------------ | ------------------------------ | -------------------- | --------------------- |
| 806,363,280                      | 80,636,328         | 806,363,280                    | 10                   | 10                    |

* آخر تحديث:2021-11-15

## تغيرات في رأس المال
| تاريخ اعلان التوصية | نوع الإصدار | تاريخ الاستحقاق | رأس المال الجديد | رأس المال السابق | الفرق التراكمي | ملاحظات                                                                              |
| ------------------- | ----------- | --------------- | ---------------- | ---------------- | -------------- | ------------------------------------------------------------------------------------ |
| 2020-12-20          | استحواذ     | 2021-11-09      | 806,363,280      | 737,320,690      | + 503,000,000  | الاستحواذ على نسبة من شركة الأحساء للخدمات الطبية، مقابل إصدار أسهم جديدة في الشركة. |
| 2018-12-20          | استحواذ     | 2020-02-02      | 737,320,690      | 490,000,000      | + 437,000,000  | الاستحواذ على شركة السلام للخدمات الطبية                                             |
| 2007-02-18          | منحة اسهم   | 2008-12-01      | 490,000,000      | 428,750,000      | + 190,000,000  | منح سهم مجاني مقابل كل سبعة أسهم.                                                    |
| 2006-02-19          | منحة اسهم   | 2006-06-07      | 428,750,000      | 343,000,000      | + 128,000,000  | منح سهم واحد مجاني مقابل كل أربعة أسهم.                                              |
| 2005-02-23          | منحة اسهم   | 2005-12-05      | 343,000,000      | 300,000,000      | + 43,000,000   | منح سهم مجاني مقابل كل سبعة أسهم.                                                    |

* آخر تحديث:  2021/12/07
- المصدر:  إفصاح